# Frørup Sogn (Kolding Kommune)
 For alternative betydninger, se Frørup Sogn. (Se også artikler, som begynder med Frørup Sogn)
Frørup Sogn er et sogn i Kolding Provsti (Haderslev Stift).
Frørup Sogn hørte til Sønder Tyrstrup Herred i Haderslev Amt. Frørup sognekommune blev ved kommunalreformen i 1970 indlemmet i Christiansfeld Kommune. Efter dens opløsning ved strukturreformen i 2007 kom Frørup til Kolding Kommune.
I Frørup Sogn ligger Frørup Kirke.
I sognet findes følgende autoriserede stednavne:
- Frørup (bebyggelse, ejerlav)
- Frøruprød (bebyggelse)

## Afstemningsresultat
Folkeafstemningen ved Genforeningen i 1920 gav i Frørup Sogn 249 stemmer for Danmark, 41 for Tyskland. Af vælgerne var 117 tilrejst fra Danmark, 34 fra Tyskland. 